# Winmau

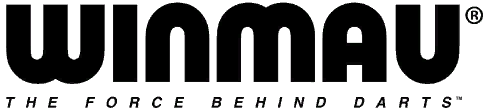
Logo

Winmau (Aussprache wie „Win-more“) ist ein britischer Hersteller von Dartscheiben und anderen Artikeln für den Dartsport und ist Sponsor des ältesten noch regelmäßig veranstalteten Dartturnieres, des Winmau World Masters.
2002 wurde das Unternehmen durch den Hauptkonkurrenten Nodor übernommen, beide Marken führen aber ihre bestehenden und im Dartsport etablierten Markennamen weiter. Der Sitz des Unternehmens ist in Bridgend, Mid-Glamorgan, die Fertigung der Sisal-Scheiben hingegen findet in Kenia statt.

## Ursprünge
Winmau wurde 1945, nach dem Unternehmensgründer Harry Kicks benannt, als „H.A. Kicks“ gegründet. Die ursprünglichen Ulmen-Dartboards waren noch handbemalt, ab 1952 wurden die Felder und Zahlen dann aufgedruckt.
Kicks stellte in der Folge Papierscheiben her, die er unter dem Namen „Keep Dry“ vertrieb. Der Name „Keep Dry“ rührte daher, dass diese Scheiben im Gegensatz zu den bekannten Ulmenscheiben nicht gewässert werden mussten. 1960 wurde der Markenname „Keep Dry“ an Scotts Dartboards of Southend verkauft, ein Unternehmen, das sich eben auf Papierscheiben spezialisiert hatte.
In den frühen 1960er Jahren traten zwei Söhne des Unternehmensgründers (Harry junior und Ian) in das Unternehmen ein. Etwa zur gleichen Zeit lief das Patent des Unternehmens Nodor auf Sisal-Scheiben aus, und so begann man mit der Fertigung von Sisalscheiben (engl. Bristle boards). Der Unternehmensname (Firma) wurde in „H.A. Kicks and Sons“ geändert.
1973 gelang es dem Unternehmensgründer Harry Kicks Senior einen Sponsorvertrag mit der British Darts Organisation (BDO) auszuhandeln: H.A.Kicks Dartscheiben waren jetzt die offiziellen BDO-Boards und waren somit in vielen internationalen Wettbewerben vertreten.
Mitte der 1970er Jahre änderte Kicks die Firma in Winmau (ein Akronym des Namens seiner Frau, Winifred Maud).

## Finanzielle Schwierigkeiten
Als der Dartsport in den 1980er Jahren boomte, profitierte zunächst auch Winmau erheblich von diesem Boom. Kicks senior verstarb 1984 und seine fünf Söhne führten das Unternehmen gemeinsam weiter. Das Unternehmen erlebte aber einige Jahre mit finanziellen Verlusten und geriet in Schwierigkeiten. Zudem musste der Unternehmenssitz 1989 nach Haverhill, Suffolk, verlegt werden.
1993 bat man das Unternehmen Accudart, das den Vertrieb vom Winmau in den USA führte, um finanzielle Hilfe, um das Unternehmen liquide zu halten. Ron Kurtz, Besitzer von Accudart, stimmte zu und wurde in der Folge zum Mehrheitshalter am Unternehmen. Er führte das Unternehmen innerhalb von zwei Jahren wieder in die Gewinnzone.

## Der Konkurrenzkampf mit Nodor
Nodor wurde 1919 von dem Chemiker Ted Leggatt als Unternehmen zur Herstellung von tonartigen Modelliermassen gegründet. Der Firmenname rührte von der Tatsache her, dass die Masse geruchsfrei war (engl. „No Odour“). 1923 produzierte man ein Dartboard aus Ton, das sich allerdings nicht gegen die üblichen (von Winmau gefertigten) Ulmen-Boards durchsetzen konnte, so dass man schon nach etwa einem Jahr dazu überging, ebenfalls Dartboards aus Ulme zu fertigen. 1928 kam die Fertigung von Messingpfeilen hinzu.
1931 trug Frank Dabbs Leggatt seine Idee für eine neue Dartboard-Konstruktion vor, nämlich die, die Oberfläche aus einzelnen Fasern herzustellen. Leggatt und Dabbs brachten die Idee schließlich zur Patentreife, und 1935 präsentierte man das „Nodor Original Bristle Dartboard“, die erste Sisalscheibe, wie sie heute Standard sind. Etwa zur gleichen Zeit etablierte sich das „Muster“, mit dem die Zielfelder auf der Scheibe angebracht sind, zum internationalen Standard.
Nodor entwickelte die Sisalscheiben beständig weiter, bis zur heute bekannten Form mit dem klammerlosen Bulls-Eye, wurde aber bei den sog. Blade-Konstruktionen (in das Board eingelassene Drähte) technisch vom Konkurrenten Puma Darts überholt.

## Übernahme
Nach 30 Jahren harten Konkurrenzkampfes hat Nodor schließlich 2002 das Unternehmen Winmau übernommen. Da Nodor die Fertigung der Sisalscheiben bereits 1999 nach Kenia verlagert hatte, zog Winmau ein Jahr nach der Übernahme nach und verlegte die Sisalfertigung ebenfalls nach Kenia.
Beide Marken behielten ihre im Dartsport etablierten Markennamen. Sie sponserten auch weiter Sportler wie Andy Fordham und Trina Gulliver, sowie bedeutende Turniere wie das Lakeside World Championship und Winmau World Masters.